# (10043) Janegann
(10043) Janegann est un astéroïde de la ceinture principale.

## Description
(10043) Janegann est un astéroïde de la ceinture principale. Il fut découvert le 14 août 1985 à la station Anderson Mesa par Edward L. G. Bowell. Il présente une orbite caractérisée par un demi-grand axe de 3,13 UA, une excentricité de 0,12 et une inclinaison de 17,3° par rapport à l'écliptique. Il porte le nom de l'astronome américaine Jane Gann (1910-1994).

## Compléments